# Glycolester
Glycolester sind eine Stoffgruppe organischer Chemikalien, die sich von Ethylenglycol oder Diethylenglycol als Basiseinheit ableiten, welche verestert werden.

## Beispiele
- Essigsäureethylenglycolmethyletherester (2-Methoxyethylacetat, CH3OCH2CH2OCOCH3)
- Essigsäureethylenglycolmonethyletherester (2-Ethoxyethylacetat, CH3CH2OCH2CH2OCOCH3)
- Essigsäureethylenglycolmonobutyletherester (2-Butoxyethylacetat, CH3CH2CH2CH2OCH2CH2OCOCH3)
- Essigsäurediethylenglycolmonobutyletherester [2-(2-Butoxyethoxy)ethylacetat]
- Essigsäurepropylenglycolmethyletherester (1-Methoxy-2-propylacetat)